# Hans Lutz
Pour les articles homonymes, voir Lutz.
Hans Lutz (né le 31 mars 1949 à Stuttgart) est un coureur cycliste allemand. Spécialisé dans la poursuite individuelle et par équipes sur piste, il a été champion du monde amateurs de poursuite individuelle en 1974, quatre fois champion du monde de poursuite par équipes amateurs (en 1970 et de 1973 à 1975) et champion olympique de cette discipline lors des Jeux de 1976 à Montréal au Canada.

## Palmarès

### Jeux olympiques
- Munich 1972
  -  Médaillé de bronze de la poursuite individuelle
- Montréal 1976
  -  Champion olympique de poursuite par équipes (avec Gregor Braun, Günther Schumacher et Peter Vonhof)

### Championnats du monde
- 1970
  -  Champion du monde de poursuite par équipes amateurs (avec Günter Haritz, Peter Vonhof, Günther Schumacher)
- 1973
  -  Champion du monde de poursuite par équipes amateurs (avec Günter Haritz, Peter Vonhof, Günther Schumacher)
- 1974
  -  Champion du monde de poursuite par équipes amateurs (avec Dietrich Thurau, Peter Vonhof, Günther Schumacher)
  -  Champion du monde de poursuite amateurs
- 1975
  -  Champion du monde de poursuite par équipes amateurs (avec Gregor Braun, Peter Vonhof, Günther Schumacher)
- 1977
  -  Médaillé d'argent de la poursuite par équipes amateurs

## Distinctions
- Cycliste allemand de l'année : 1974